# Rezerwat przyrody Rawka
Rezerwat przyrody Rawka – krajobrazowy rezerwat przyrody znajdujący się na terenie województwa łódzkiego i mazowieckiego.
- powierzchnia – 487,00 ha
- rok utworzenia – 1983
- rodzaj rezerwatu – krajobrazowy
- dokument powołujący – M.P. z 1983 r. nr 39, poz. 230
- przedmiot ochrony – Rawka, typowa rzeka nizinna średniej wielkości wraz z jej dolinnym krajobrazem.

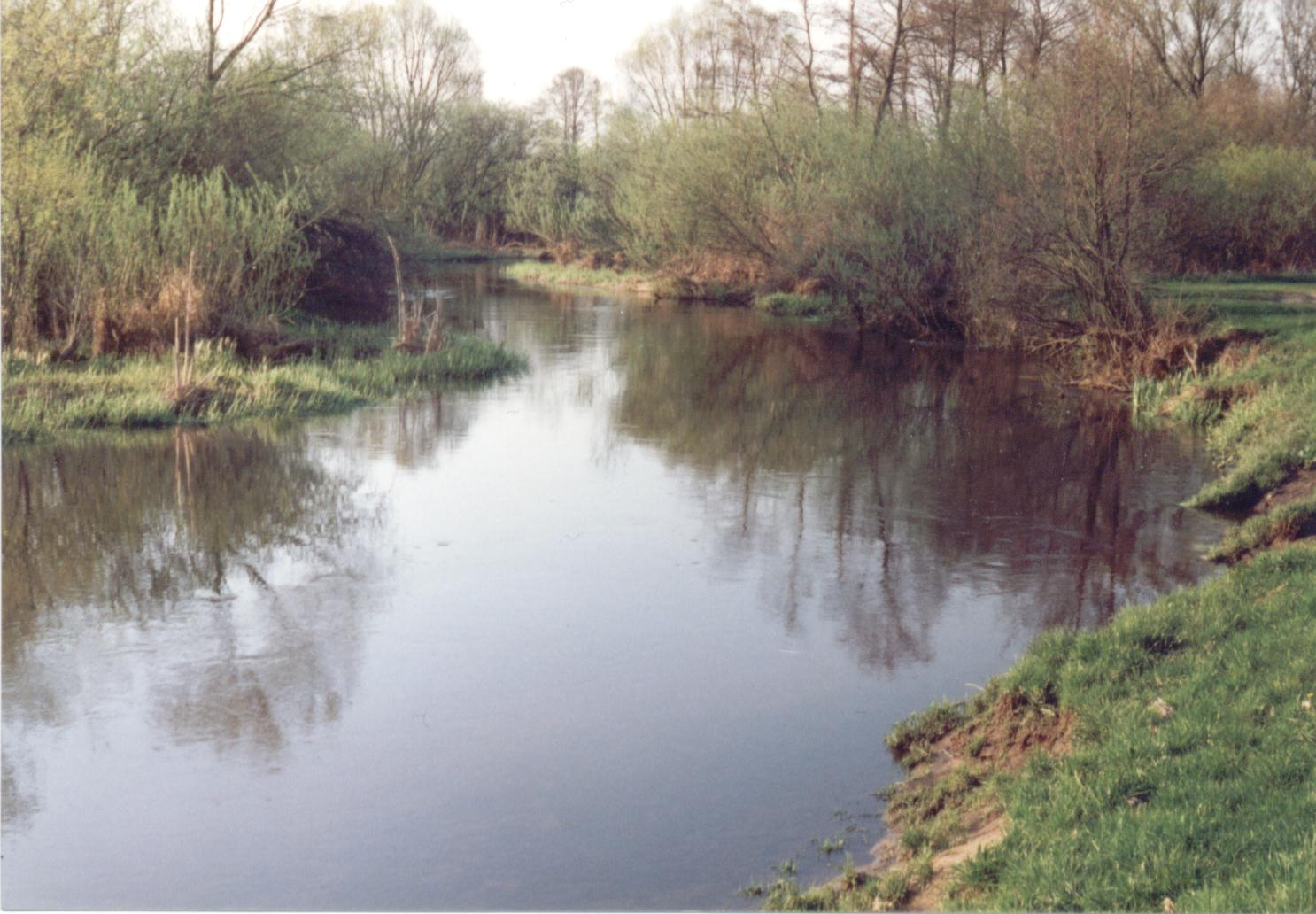
Rawka w Nowym Dworze

## Charakterystyka
Rezerwat obejmuje koryto rzeki Rawki od źródeł po ujście do Bzury (ok. 97 km), a także dolne odcinki prawobrzeżnych dopływów (Krzemionki, Korabiewki, Rokity i Grabianki), starorzecza oraz pasy gruntów przylegające do brzegów o szerokości 10 m. Rawka jest rzeką o czystej wodzie i szybkim nurcie, silnie meandrującą. Celem ochrony rezerwatu jest zachowanie w naturalnym stanie typowej rzeki nizinnej średniej wielkości wraz z krajobrazem jej doliny oraz środowiska życia wielu rzadkich i chronionych roślin i zwierząt.
Na terenie rezerwatu występuje kilkadziesiąt zespołów i zbiorowisk roślinności nieleśnej oraz kilka zespołów leśnych i zaroślowych. Większość powierzchni zajmują łąki, lasy łęgowe i olszowe, fragmenty torfowisk oraz roślinność szuwarowa.
Obszar rezerwatu objęty jest ochroną czynną.

## Flora i fauna
Stwierdzono tu występowanie ponad 540 taksonów roślin naczyniowych, w tym 27 chronionych, m.in. starodub łąkowy, wroniec widlasty i wielosił błękitny.
W dolinie Rawki gniazduje około 100 gatunków ptaków. Do ciekawszych gatunków jakie można tu spotkać należą: zimorodek, bielik, orlik krzykliwy, żuraw, czapla, derkacz, bekas kszyk. W wodach rzeki żyje 18 gatunków ryb i minóg strumieniowy.
Spośród ssaków występuje tu m.in. wydra, piżmak, rzęsorek rzeczek oraz bóbr reintrodukowany tu w roku 1983. Ze względu na szybki nurt Rawki, bobry nie budują na tej rzece żeremi ani tam, lecz gnieżdżą się w norach wykopanych w piaszczystym brzegu. Bobrze tamy zaobserwowano jednak na niektórych dopływach Rawki.

## Inne formy ochrony przyrody
Na odcinku od Starej Rawy do Bolimowa rezerwat leży w granicach Bolimowskiego Parku Krajobrazowego, natomiast dłuższy odcinek od Żydomic do Bolimowa wchodzi w skład obszaru siedliskowego sieci Natura 2000 „Dolina Rawki” PLH100015.
Odcinki rezerwatu położone poza terenem Bolimowskiego Parku Krajobrazowego w dużej części leżą na terytorium obszarów chronionego krajobrazu: Górnej Rawki, Bolimowsko-Radziejowickiego z doliną środkowej Rawki (na krótkim odcinku także jego części położonej w woj. mazowieckim) oraz Pradoliny Warszawsko-Berlińskiej.

## Turystyka
Przez teren rezerwatu przebiega kilka szlaków turystycznych i ścieżek przyrodniczych, zaś w środkowym i dolnym odcinku rzeki odbywają się spływy kajakowe. Rawka zwyciężyła w internetowym konkursie na Rzekę Roku 2014. Zdobyła 7403 głosy. Rzeka jest bardzo atrakcyjnym miejscem ze względu na swoje walory turystyczno – rekreacyjne. Wzdłuż jej biegu wyznaczono szlaki dla rowerzystów i pieszych. Na przyrzecznych łąkach odbywają się plenerowe lekcje botaniki czy ornitologii.